# Knobstone Escarpment
De Knobstone Escarpment is een ruige geologische regio in zuidelijk Indiana in de Verenigde Staten. Het is fysiek het ruigste terrein van deze staat. De hoogste heuvel in het gebied is de Weed Patch Hill, met een hoogte van 322 meter boven zeeniveau.
Het meest prominente kenmerk van de Knobstone Escarpment zijn de steile hellingen en ravijnen. Brown County State Park biedt uitzicht vanaf de hoogste van de heuvels in het gebied.